# Jan Bukowicz
Jan Bukowicz (ur. 1890 we wsi Sudziłowicze, zm. 1950) – pionier ruchu Kościołów Chrystusowych w Polsce.

## Życiorys
Urodził się w rodzinie chłopskiej. Ze względu na trudną sytuację ekonomiczną w wieku 18 lat wyemigrował do Stanów Zjednoczonych. Zamieszkał w Chicago. Po nawróceniu i przyjęciu chrztu w 1911 roku, w roku następnym rozpoczął studia teologiczne w Moody Biblie Intitute w Chicago, a potem w International Bible Collage w Minneapolis. Po zakończeniu studiów prowadził działalność misyjną w Stanach Zjednoczonych, a w 1921 roku wrócił do rodzinnych Sudziłowicz w celach misyjnych. Założył zbór w Berezie Kartuskiej. Od 1923 roku współpracował z Konstantym Jaroszewiczem. Został redaktorem czasopism „Christianskij Sojuz” (po rosyjsku) i „Słowo Pojednania" (po polsku). W Zjednoczeniu Kościołów Chrystusowych pełnił funkcje wiceprezesa i skarbnika. Po wojnie, kiedy wschodnie tereny Polski weszły w skład Związku Socjalistycznych Republik Radzieckich, pozostał w miejscu dotychczasowego zamieszkania, gdzie zmarł w 1950 roku.